# Orme de Chine
Ulmus parvifolia
Espèce
Classification phylogénétique
L'orme de Chine (Ulmus parvifolia) est une espèce de plantes à fleurs de la famille des Ulmacées. C'est un arbre originaire d'Asie de l'Est. C'est une espèce horticole couramment utilisée dans la pratique du bonsaï.

## Description

### Appareil végétatif

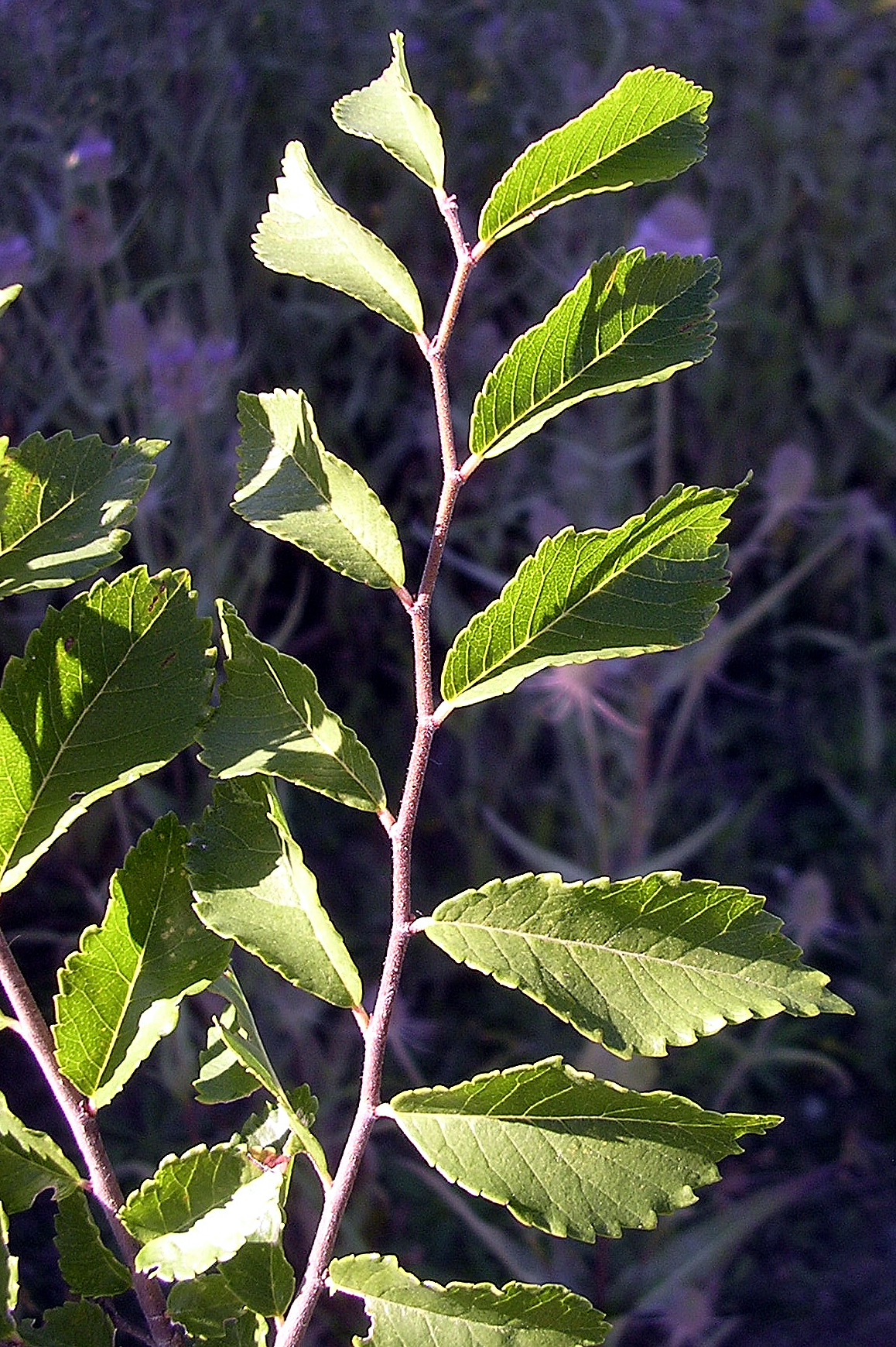
Feuilles.

L'orme de Chine est un arbre à feuillage décidu, pouvant atteindre 25 mètres de haut et avec un tronc pouvant atteindre 1 mètre de diamètre à hauteur de poitrine. Son écorce est grise à brun grisâtre, plus ou moins lisse. Les rameaux sont brun foncé, densément pubescents lorsqu’ils sont jeunes, non ailés. Les feuilles sont simples, alternes et dotées d’un pétiole pubescent, long de 2 à 6 mm. Le limbe est ovale-lancéolé à étroitement elliptique, irrégulièrement serré, asymétrique, à base oblique et à apex aigu à obtus, et mesure de 2,5 à 5 cm de long et de 1 à 2 cm de large. Le limbe est pubescent à la face inférieure lorsque les feuilles sont jeunes, tandis que la face supérieure est pubescente seulement sur la nervure principale. La nervation est pennée, avec 10 à 15 paires de nervures secondaires disposées de part et d’autre de la nervure principale.

### Appareil reproducteur
L’inflorescence est composée de 3 à 6 fleurs à 4 ou 5 sépales brun rougeâtre, 3 ou 4 étamines à anthères rougeâtres, et à stigmate lobé. Le fruit est une samare verte à brune ou parfois brun-rouge, elliptique à ovale, mesurant de 10 à 13 mm de long et de 6 à 8 mm de large, porté par un pédoncule pubescent de 1 à 3 mm de longueur.

## Culture

### Exposition
Arbre subtropical, il peut passer toute l'année à l'intérieur à condition d'avoir une très bonne luminosité et de passer l'hiver dans une pièce non chauffée. Cependant au bout de quelques années l'arbre risque de s'épuiser. C'est pourquoi il est recommandé de le sortir pendant la belle saison et ensuite de le laisser toute l'année en extérieur. Pendant la période hivernale il peut être utile de protéger la motte du gel par du papier bulle et des feuilles mortes et de placer l'arbre dans une serre froide. Veiller tout même à ce que la température ne descende pas en dessous de -5 °C. En quelques années, il sera acclimaté et perdra son feuillage à l'automne.

### Rempotage
La période de rempotage s'étend d'avril à juin. L'orme de Chine apprécie tout particulièrement l'akadama comme substrat. Tailler les racines à environ un tiers. Accompagner le rempotage d'une taille de structure pour équilibrer la partie racinaire et la partie aérienne.

### Entretien
Laisser sécher le substrat en surface entre deux arrosages en pluie fine. Vaporiser de temps en temps le feuillage si le bonsaï est en intérieur.